# Рузі Назар
Рузі Назар (узб. Roʻzi Nazar; 1 січня 1917 — 30 квітня 2015) — узбецький націоналіст, який більшу частину дорослого життя працював на ЦРУ проти Радянського Союзу. 
Народився в підросійській Середній Азії під час російської революції. Під час Другої світової війни Назар приєднався до колаборантського Туркестанського легіону. Після війни він жив в еміграції, спочатку в Німеччині, а потім у Сполучених Штатах і Туреччині. Протягом трьох десятиліть з початку 1950-х був агентом ЦРУ, одинадцять років працював в американському посольстві в Анкарі, потім десять у Бонні. Також брав участь у таємних місіях у Тегерані в 1979 році та в Афганістані на початку 1980-х років.

## Біографія
Назар народився 1917 року в Маргілані у Ферганській долині (сьогодні — територія Узбекистану), здобув шкільну освіту у рідному місті, навчався в економічному інституті в Ташкенті. Змалку ріс в атмосфері симпатії до національних ідей.
У січні 1941 року Назара призвали в Червону Армію, а коли навесні того ж року розпочалася німецько-радянська війна, його відправили на фронт в Україну. Через кілька тижнів, під час розгрому нацистами Червоної Армії, Рузі важко поранили й він був відрізаний від свого підрозділу. На деякий час його прихистила українська сім’я. Зрештою його піймали німці, яким він запропонував свої послуги як агента розвідки. Назар долучився до створення Туркестанського легіону з радянських полонених-тюрків. Пізніше знову поранений на східному фронті, відтоді занурюється в туркестанську політичну еміграцію. 
На час завершення війни Назар був у Розенгаймі, на території американської зони окупації. Там він познайомився з Ермеліндою Рот, донькою відомого баварського судді-антинациста. Пара одружилася наприкінці 1946 року. У серпні наступного року у них народилася перша дитина Сильвія. До 1951 року Назар був у ризикованому становищі, намагаючись заробити на життя та працюючи з українськими та середньоазійськими націоналістами в Антибільшовицькому блоці націй у Мюнхені, організації для неросійських народів Союзу, які прагнули незалежності. Був знайомий зі Степаном Бандерою і Ярославом Стецьком.У 1951 році завербований ЦРУ. Брав участь у створенні радіо «Вільна Європа» та Радіо Свобода. Через кілька років переїхав до Вашингтону.
З кінця 1959 до 1971 року Назар працював в американському посольстві в Анкарі. Невдовзі після його прибуття до Туреччини 27 травня 1960 року в Анкарі стався військовий переворот. Один з його провідників, полковник Алпарслан Тюркеш, був близьким другом Назара з 1955 року, коли він служив у Вашингтоні в постійній делегації Туреччини при НАТО. 
Турецькі ліві часто звинувачували Назара в тому, що він є ультраправим у своїй роботі на ЦРУ. Назар ж стверджував, що працював над запобіганням подальшим військовим переворотам і допомагав турецькій розвідці модернізуватися та стати самостійною після років залежності від США.
У 1979 році, представляючись німецько-афганським продавцем килимів, Назар під прикриттям в'їхав до Ірану, щоб розвідати ситуацію із заручниками в посольстві США, та оцінити можливості порятунку. На місці він брав участь в успішній таємній операції ЦРУ «Арго» з порятунку шістьох американців.
Назар кілька разів бував в Афганістані, будучи частиною американських зусиль з підтримки опору радянському вторгненню.
Після розпаду Радянського Союзу та проголошення незалежності Узбекистану у вересні 1991 року Назар нарешті зміг повернутися на батьківщину через 50 років. Вперше він з'їздив до Ташкента та Маргілана у травні 1992 року, де його як героя прийняли президент Іслам Карімов та уряд Узбекистану. Також він возз’єднався з друзями та родиною.
Донька Назара Сильвія стала професором ділової журналістики Колумбійського університету та найбільш відома як авторка біографії Джона Форбса Неша-молодшого «Блискучий розум».